# Флаг Татарска
Флаг муниципального образования город Тата́рск Татарского района Новосибирской области Российской Федерации — опознавательно-правовой знак, служащий официальным символом муниципального образования.
Флаг утверждён 30 ноября 2010 года и 17 декабря 2010 года внесён в Государственный геральдический регистр Российской Федерации с присвоением регистрационного номера 6517.

## Описание
«Прямоугольное зелёное полотнище с отношением ширины к длине 2:3, воспроизводящее фигуры герба города Татарска: жёлтый сноп, стоящий на белом паровозном колесе противовесом вверх; вдоль нижнего края полоса шириной в 1/6 вертикально разделённая на двадцать белых и голубых частей, поверх линий деления изображены десять капель в белых частях голубые, в голубых — белые».

## Символика флага
Флаг города Татарска отражает исторические, культурные, социально-экономические, национальные и иные местные традиции.
Своим образованием и развитием Татарск обязан строительству Великой Сибирской магистрали. В 1896 году состоялось официальное открытие станции Татарская. Станция оказалась экономически выгодным пунктом для торговли, что позволило в короткие сроки посёлку, образованному при ней стать солидным торговым центром. 27 января 1911 года посёлок был преобразован в безуездный город Татарск. Основополагающая роль Транссибирской магистрали в становлении и развитии города отражена на флаге изображением паровозного колеса.
Колесо — традиционный символ движения вперёд, развития, целеустремлённости.
Благодаря железной дороге современный город имеет богатый промышленный потенциал, связанный в первую очередь с переработкой сельхозпродукции и пищевой промышленностью. Город расположен в Барабинской низменности, это край земледельцев и хлеборобов, что отражено на флаге жёлтым снопом и зелёным цветом.
Жёлтый цвет (золото) — символ урожая, стабильности, богатства, уважения, интеллекта.
Зелёный цвет — символ природы, здоровья, молодости, жизненного роста.
Город известен добычей и розливом минеральных вод, среди которых известная марка «Жемчужина Сибири». Изображение капель, а также сочетание голубого цвета и белого цвета символизируют чистоту и целебность Татарских минеральных вод.
Белый цвет (серебро) — символ чистоты, совершенства, искренности, мира и взаимопонимания.
Голубой цвет — символ чести, благородства, духовности, возвышенных устремлений.